# 姆曼科迪
姆曼科迪是非洲南部國家博茨瓦納的村落，由奎嫩區負責管轄，位於該國東南部，距離首都嘉柏隆里35公里，毗鄰與南非接壤的邊境，2001年人口估計約4,997。
24°43′26″S 25°38′20″E / 24.72389°S 25.63889°E